# Streblosoma pacifica
Streblosoma pacifica är en ringmaskart som beskrevs av Hilbig in Blake, Hilbig och Scott 2000. Streblosoma pacifica ingår i släktet Streblosoma och familjen Terebellidae. Inga underarter finns listade i Catalogue of Life.